# Drymodromia pseudofemorata
Drymodromia pseudofemorata är en tvåvingeart som beskrevs av Smith 1969. Drymodromia pseudofemorata ingår i släktet Drymodromia och familjen dansflugor. Inga underarter finns listade i Catalogue of Life.